# Bactrocera menanus
Bactrocera menanus
 es una especie de insecto díptero que Munro describió científicamente por primera vez en 1984. Esta especie pertenece al género Bactrocera de la familia Tephritidae. Esta especie como plaga agrícola ha sido atacada por los agricultores en Madagascar.